# ویلیام استرندیل بنت
ویلیام استرندیل بنت (انگلیسی: William Sterndale Bennett؛ ‏ ۱۳ آوریل ۱۸۱۶ – ۱ فوریهٔ ۱۸۷۵) موسیقی‌دان، آهنگساز، خواننده اپرا، مربی موسیقی، استاد دانشگاه، رهبر ارکستر و نوازنده پیانو اهل پادشاهی متحد بریتانیای کبیر و ایرلند بود.
وی موسیقی را از پدربزرگش «جان بنت» فرا گرفت و یک خواننده باس حرفه‌ای بود که در کالج کینگ و کالج ترینیتی آواز می‌خواند. او در سن ۱۰ سالگی به آکادمی سلطنتی موسیقی رفت و مسئولان این مرکز آموزشی چنان تحت تأثیر استعداد او قرار گرفته بودند، که از دریافت هرگونه شهریه از او چشم پوشیدند. او ۱۰ سال در آنجا به تحصیل پرداخت به نحوی که در ۲۰ سالگی به عنوان یک نوازندهٔ پیانو شهرت پیدا کرده بود و آهنگ‌هایش مورد تحسین قرار می‌گرفت. از جمله کسانی که تحت تأثیر بنت قرار گرفتند، آهنگساز آلمانی فلیکس مندلسون بود که او را به لایپزیگ دعوت کرد. در آنجا بنت با روبرت شومان دوست شد، که همچون مندلسون وی را بابت آثارش تحسین می‌کرد. بنت سه زمستان را به آهنگسازی و اجرا در لایپزیگ گذراند. وی به مدت ۱۰ سال رهبر ارکستر انجمن سلطنتی فیلارمونیک بود و آرتور سالیوان و هیوبرت پری از جمله شاگردانش بودند. وی همچنین در سال ۱۸۴۳ استاد موسیقی دانشگاه ادینبرو و از سال ۱۸۵۶ تا ۱۸۷۵ استاد رشتهٔ موسیقی در دانشگاه کمبریج بود و موفق به دریافت لقب شوالیه شد.
بنت نه تنها به‌عنوان یک آهنگساز، بلکه به‌عنوان یک معلم موسیقی و ارتقادهندهٔ استانداردهای آموزش این هنر، تأثیر قابل توجهی بر موسیقی انگلیسی گذاشت.